# Omanolidia guttatinervis
Omanolidia guttatinervis är en insektsart som beskrevs av Carl Stål 1864. Omanolidia guttatinervis ingår i släktet Omanolidia och familjen dvärgstritar. Inga underarter finns listade i Catalogue of Life.